# Calymperes proligerum
Calymperes proligerum là một loài rêu trong họ Calymperaceae. Loài này được Müll. Hal. ex Dusén mô tả khoa học đầu tiên năm 1896.